# Rekha Bhardwaj
Rekha Bhardwaj (también conocida como Rekha Rekha Vishal Bharadwaj, n. en Delhi) es una cantante de playback o reproducción india. Ella es esposa del famoso director, productor y compositor de música Vishal Bharadwaj. Se hizo conocer en la industria musical, por su peculiar estilo de cantar. Ha sido galardonada con 58 Premios del Cine Nacional como la mejor cantante de femenina de playback, tras su colaboración en la película "Ishqiya" en 2011.

## Carrera
Rekha Bhardwaja se graduó de en el Hindu College, Universidad de Delhi, luego se dedicó a la música y lanzó su primer álbum en 2002 titulado 'Ishqa Ishqa', que obtuvo éxito y buena aceptación de parte de la audiencia. Sus canciones en Omkara, especialmente "Namak", los cuales fueron escritos por Gulzar y compuesta por Vishal, que le valió los elogios. Ella fue acreditada a ambos con su éxito. Ella consideró a Lata Mangeshkar, como su artista favorita.
Su canción 'Raat Ki Jogan' de su álbum, "Ishqa Ishqa", empezó a tener éxito a partir de 1994, casi 10 años antes de lo publicado. Cuando Vishal Bhardwaj, había comenzado a componer un tema musical titulado "Bulleh Baba Shah", fue para su próximo álbum de Rekha. 

## Discografía
- 7 Khoon Maaf (2011)

Song: "Darling", "Yeshu", "Doosri Darling"
Music: Vishal Bhardwaj
- Raavan (2010)

Song: "Ranjha Ranjha"

Music: A. R. Rahman
- Sadiyaan (2010)

Song: "Waqt Ne Jo"

Music: Adnan Sami
- Veer (2010)

Song: "Kanha (Tuhmri)"

Music: Sajid-Wajid
- Ishqiya (2010)

Song(s): "Ab Mujhe Koyi", "Badi Dheere Jali"

Music: Vishal Bhardwaj
- Radio (película) (2009)

Song: "Piya Jaise Ladoo"

Music: Himesh Reshammiya
- Kaminey (2009)

Song: "Raat Ke Dhai Bhaje"

Music: Vishal Bhardwaj
- Gulaal (2009)

Song(s): "Ranaji", "Beedo"

Music: Piyush Mishra
- Delhi-6 (2009)

Song(s): "Ghenda Phool", "Aarthi Tumhari"

Music: A. R. Rahman
- Haal–e–dil (2008)

Song: "Haal-E-Dil"

Music: Vishal Bhardwaj
- No Smoking (2008)

Song: "Phoonk De"

Music: Vishal Bhardwaj
- Superstar (2008)

Song: "Aankhon Se Khwaab"

Music: Shammir Tandon
- Laaga Chunari Mein Daag: Journey of a Woman (2007)

Song: Ehi Thaiyaa Moti

Music: Shantanu Moitra
- Red Swastik (2007) (as Rekha Bhardwaj)

Song: "Sadiyon Ke Pyaas"

Music: Shammir Tandon
- Omkara (2006)

Song: "Namak Ishq Ka"

Music: Vishal Bhardwaj
- Maqbool (2003) (as Rekha)

Song: "Rone Do", "Chingari"

Music: Vishal Bhardwaj
- Makdee (2002) (as Rekha Vishal)

Song: "Chutta Hai"

Music: Vishal Bhardwaj
- Abhay (2001)
- Hu Tu Tu (1999) (music assistant) (as Rekha Vishal)

Music: Vishal Bhardwaj
- Godmother (1999)

Song: "daaru rum"

Music: Vishal Bhardwaj
- Jahan Tum Le Chalo (1999)

Song: "ye kaisi chaap"
Music: Vishal Bhardwaj
- Chachi 420 (1997)

Song: "Ek Woh Din Bhi"

Music: Vishal Bhardwaj
- Maachis (1996) (music assistant) (as Rekha Vishal)

Music: Vishal Bhardwaj
- Kuni Mulgi Deta Ka Mulgi(1st Marathi Film) (2012)

Song: "Unn Matalabi"

Music: Abhijit Pohankar

## Producción
- Maqbool (2003) (co-producer) (as Rekha Vishal)

## Premios
- National Award for Best Female Playback Singer in 2011 for "Badi Dheere Jali" from Ishqiya.
- 2010 Filmfare Award for Best Female Playback Singer for Genda Phool, Delhi-6.
- 2012 Filmfare Award for Best Female Playback Singer for Darling, Saat Khoon Maaf (Shared with Usha Uthup).